# 룩셈부르크 여자 축구 국가대표팀
룩셈부르크 여자 축구 국가대표팀은 룩셈부르크를 대표하는 여자 축구 대표팀으로 룩셈부르크 축구 협회에서 관리한다. 남자대표팀과 마찬가지로 유럽 축구 최약체로 평가받는 팀들 중 하나이며 2006년 11월 18일 슬로바키아를 상대로 치른 국제 A매치 데뷔전에서 0-4로 완패했다.

## 국제 대회 경력

### FIFA 여자 월드컵
2015년 FIFA 여자 월드컵 유럽 지역 예선에 처음으로 모습을 드러낸 이후 2대회 연속 지역 예선에서 1무 5패에 머무르며 단 1승도 거두지 못하다가 2023년 FIFA 여자 월드컵 유럽 지역 예선 D조에서 같은 최약체팀인 북마케도니아와 라트비아를 상대로만 2승 1패를 기록하며 처음으로 여자 월드컵 유럽 지역 예선 승리의 기쁨을 맛보았다.

## 성적

### FIFA 여자 월드컵
- 1991년 ~ 2011년: 불참
- 2015년: 예선 탈락
- 2019년: 예선 탈락

### 올림픽 축구
- 1996년 ~ 2012년: 불참

### UEFA 유럽 여자 축구 선수권 대회
- 1984년: 불참
- 1987년: 불참
- 1989년: 불참
- 1991년: 불참
- 1993년: 불참
- 1995년: 불참
- 1997년: 불참
- 2001년: 불참
- 2005년: 예선 탈락
- 2009년: 예선 탈락
- 2013년: 예선 탈락

## 같이 보기
- 룩셈부르크 축구 국가대표팀